# 울주 운흥사지 부도
울주 운흥사지 부도(蔚州 雲興寺址 浮屠)는 울산광역시 울주군 웅촌면, 운흥사지에 있는 승탑이다. 1997년 10월 9일 울산광역시의 유형문화재 제4호로 지정되었다.

## 개요
부도는 이름난 스님들의 유골을 모시기 위해 세운 돌탑을 말한다. 이 두 기(基)의 부도는 운흥사의 터에 있던 것이며, 현재는 시적사 경내에 위치하고 있다. 부도는 종을 닮아서 석종형(石鐘形)이라는 명칭으로 부르고, 모두 조선시대에 만들어진 것이다. 석종형 부도는 고려 말 이후부터 조선시대에 걸쳐 주로 조성되었다.
이 부도들은 지대석이 없으며, 탑신(塔身)에는 별다른 문양이 조각되어 있지 않다. 인당초 무늬의 받침돌 위에 연꽃무늬가 새겨진 좌대를 받치고 탑신을 얹었다. 크기는 각각 152cm, 160cm이다.
운흥사지는 2001년 학술발굴조사가 이루어졌으며, 그 결과 건물터 7동, 부도 6기, 수조 4기 등의 중요한 유적과 유물이 다량 발견되었다

## 같이 보기
- 울주 운흥사지 - 울산광역시 기념물 제43호
- 울주 청송사지

## 참고 자료
- 울주 운흥사지 부도 - 국가유산청 국가유산포털